# Campeonato de España de Medio Maratón
El Campeonato de España de Medio Maratón, es una competición deportiva de atletismo, de carácter nacional y organizada por la Federación Española de Atletismo (RFEA) desde 1992, que decide anualmente al campeón de España de medio maratón, prueba disputada en ruta sobre 21 kilómetros 97 metros. 
Esta competición se disputa independiente del Campeonato de España de Atletismo.

## Ediciones y campeones
| Año  | Sede                          | Fecha  | Hombres                       | Hombres     | Mujeres                | Mujeres     |
| Año  | Sede                          | Fecha  | Vencedor                      | Tiempo      | Vencedora              | Tiempo      |
| ---- | ----------------------------- | ------ | ----------------------------- | ----------- | ---------------------- | ----------- |
| 1992 | San Sebastián de Los Reyes    | 23 ago | Alejandro Gómez               | 1h04'13"    | Rocío Ríos             | 1h14'57"    |
| 1993 | Valladolid                    | 5 sep  | Alberto Juzdado               | 1h03'40" RC | María Luisa Muñoz      | 1h12'19" RC |
| 1994 | Igualada                      | 4 sep  | Francisco Javier Cortés       | 1h04'28"    | Rocío Ríos (2)         | 1h11'23" RC |
| 1995 | Ayamonte                      | 1 jul  | Fabián Roncero                | 1h03'23" RC | Rocío Ríos (3)         | 1h12'06"    |
| 1996 | Palma de Mallorca             | 8 sep  | José Manuel García            | 1h03'20" RC | Teresa Recio           | 1h14'12"    |
| 1997 | Málaga                        | 7 sep  | Bartolomé Serrano             | 1h03'48"    | Angelines Rodríguez    | 1h15'43"    |
| 1998 | Oruña de Piélagos             | 5 sep  | Francisco Javier Cortés (2)   | 1h03'46"    | María Luisa Larraga    | 1h12'36"    |
| 1999 | Logroño                       | 17 jul | Javier Caballero              | 1h04'24"    | Ana Isabel Alonso      | 1h13'41"    |
| 2000 | Zamora                        | 27 ago | Antonio Peña                  | 1h03'14" RC | Griselda González      | 1h11'40"    |
| 2001 | Arona                         | 1 jul  | Antonio Peña (2)              | 1h04'51"    | María Abel             | 1h13'30"    |
| 2002 | Torremolinos                  | 17 mar | Ramiro Morán                  | 1h03'55"    | Griselda González (2)  | 1h12'35"    |
| 2003 | Albacete                      | 15 jun | Alejandro Gómez (2)           | 1h04'40"    | Faustina María Ramos   | 1h15'38"    |
| 2004 | Leiro-Ribadavia               | 4 jul  | Julio Rey                     | 1h03'13" RC | Beatriz Ros            | 1h12'38"    |
| 2005 | Zaragoza                      | 11 sep | Antonio Peña (3)              | 1h02'38" RC | Yesenia Centeno        | 1h12'14"    |
| 2006 | Oruña de Piélagos             | 9 sep  | Iván Hierro                   | 1h04'35"    | Yesenia Centeno (2)    | 1h14'00"    |
| 2007 | Lorca                         | 9 sep  | Ricardo Serrano               | 1h04'21"    | Yesenia Centeno (3)    | 1h13'25"    |
| 2008 | Valladolid                    | 21 sep | Javier Díaz                   | 1h04'03"    | Yesenia Centeno (4)    | 1h10'17" RC |
| 2009 | Motril                        | 20 sep | Pablo Villalobos              | 1h03'47"    | Azucena Díaz           | 1h13'57"    |
| 2010 | Sagunto                       | 18 sep | José Ríos                     | 1h04'46"    | Azucena Díaz (2)       | 1h13'33"    |
| 2011 | Gijón                         | 30 abr | Rafael Iglesias               | 1h02'40"    | Vanessa Veiga          | 1h13'04"    |
| 2012 | Tordesillas                   | 22 sep | Jaume Leiva                   | 1h06'29"    | Azucena Díaz (3)       | 1h15'37"    |
| 2013 | Albacete                      | 9 jun  | Ayad Lamdassem                | 1h03'56"    | Alessandra Aguilar     | 1h12'55"    |
| 2014 | La Coruña                     | 23 feb | Ayad Lamdassem (2)            | 1h02'57"    | Alessandra Aguilar (2) | 1h11'16"    |
| 2015 | Granada                       | 10 may | Carles Castillejo             | 1h06'02"    | Paula González         | 1h16'35"    |
| 2016 | Santa Pola                    | 24 ene | Javier Guerra                 | 1h02'22" RC | Paula González (2)     | 1h11'04"    |
| 2017 | Granollers                    | 5 feb  | Javier Guerra (2)             | 1h02'14" RC | Irene Pelayo           | 1h12'11"    |
| 2018 | Melilla                       | 20 ene | Houssame Edine Benabbou       | 1h03'55"    | María Teresa Urbina    | 1h13'39"    |
| 2019 | San Cugat del Vallés          | 31 mar | Houssame Edine Benabbou (2)   | 1h03'55"    | Elena Loyo             | 1h13'16"    |
| 2020 | Puerto de Sagunto             | 2 feb  | Tariku Novales                | 1h02'34     | Elena Loyo (2)         | 1h12'22"    |
| 2021 | Oruña de Piélagos (Cantabria) | 11 sep | Abdelaziz Merzougui Nourdinne | 1h04'17     | Nuria Lugueros         | 1h16'45"    |
| 2022 | Paterna                       | 19 jun | Fernando Carro                | 1h03'41     | Meritxell Soler        | 1h12'13"    |